# Izland az 1984. évi téli olimpiai játékokon
Izland a jugoszláviai Szarajevóban megrendezett 1984. évi téli olimpiai játékok egyik részt vevő nemzete volt. Az országot az olimpián 2 sportágban 5 sportoló képviselte, akik érmet nem szereztek.

## Alpesisí
Férfi
| Versenyző            | Versenyszám      | 1. futam      | 1. futam      | 2. futam      | 2. futam      | Összesítés | Összesítés |
| Versenyző            | Versenyszám      | Idő           | Hely.         | Idő           | Hely.         | Idő        | Helyezés   |
| -------------------- | ---------------- | ------------- | ------------- | ------------- | ------------- | ---------- | ---------- |
| Árni Þór Árnason     | Műlesiklás       | 57,71         | 28.           | nem ért célba | nem ért célba | kiesett    | kiesett    |
| Árni Þór Árnason     | Óriás-műlesiklás | 1:30,05       | 40.           | 1:31,21       | 40.           | 3:01,26    | 40.        |
| Guðmundur Jóhannsson | Műlesiklás       | nem ért célba | nem ért célba | kiesett       | kiesett       | kiesett    | kiesett    |
| Guðmundur Jóhannsson | Óriás-műlesiklás | 1:30,90       | 43.           | 1:33,51       | 44.           | 3:04,41    | 43.        |

Női
| Versenyző         | Versenyszám      | 1. futam      | 1. futam      | 2. futam | 2. futam | Összesítés | Összesítés |
| Versenyző         | Versenyszám      | Idő           | Hely.         | Idő      | Hely.    | Idő        | Helyezés   |
| ----------------- | ---------------- | ------------- | ------------- | -------- | -------- | ---------- | ---------- |
| Nanna Leifsdóttir | Műlesiklás       | nem ért célba | nem ért célba | kiesett  | kiesett  | kiesett    | kiesett    |
| Nanna Leifsdóttir | Óriás-műlesiklás | 1:14,82       | 43.           | 1:20,02  | 38.      | 2:34,84    | 38.        |

## Sífutás
Férfi
| Versenyző           | Versenyszám | Eredmény  | Helyezés |
| ------------------- | ----------- | --------- | -------- |
| Gottlieb Konráðsson | 15 km       | 46:37,8   | 55.      |
| Gottlieb Konráðsson | 30 km       | 1:37:48,2 | 39.      |
| Einar Ólafsson      | 15 km       | 46:21,7   | 49.      |
| Einar Ólafsson      | 30 km       | 1:39:32,2 | 49.      |